# Ave Maria University
L'Ave Maria University è un'università privata di indirizzo cattolico con sede a Ave Maria, nello stato americano della Florida.
L'Ave Maria College fu fondato il 19 marzo 1998 a Ypsilanti, in Michigan, da Tom Monaghan, proprietario di Domino's Pizza. Nel 2003 l'istituto si trasferì a Naples, in Florida, prendendo il nome di Ave Maria University: un nuovo campus fu costruito ad Ave Maria nel 2007.